# Кислота Льюиса
Кислота́ Лью́иса — всякое химическое соединение — молекула либо ион, являющееся акцептором электронной пары и, таким образом, способное принять пару электронов соединения-донора (основания Льюиса) на незаполненную орбиталь с образованием соединения-аддукта.
В рамках электронной теории химических соединений Льюиса химическая связь образуется обобществлённой электронной парой, достраивающей электронные оболочки атомов, образующих связь, до завершенной электронной конфигурации инертного газа (правило октетов).
В качестве кислот Льюиса могут выступать как нейтральные молекулы, так и катионы: так, катионы водорода выступают в роли кислоты Льюиса при взаимодействии с водой либо аммиаком, с образованием ионов гидроксония либо аммония.
Кислотами Льюиса являются также координационно ненасыщенные соединения — как металлов, так и неметаллов, например, BF3, AlCl3, образующие аддукты с различными основаниями Льюиса:
{\displaystyle {\mathsf {AlCl_{3}+Cl^{-}\rightarrow [AlCl_{4}]^{-}}}}
{\displaystyle {\mathsf {SiF_{4}+2F^{-}\rightarrow [SiF_{6}]^{2}-}}}